# Eva af Geijerstam
Eva Ann-Charlotte Gunnarsdotter af Geijerstam, född 21 november 1945 i Engelbrekts församling i Stockholm, är en svensk journalist och författare, främst verksam som filmkritiker.
Eva af Geijerstam studerade  vid Uppsala universitet 1965–1968, vid Journalisthögskolan i Stockholm 1968–1970 samt vid Dramatiska institutet 1971–1972. Hon anställdes 1974 som journalist och filmkritiker vid Dagens Nyheter, där hon efter uppnådd pensionsålder fortfarande var verksam år 2023. Eva af Geijerstam är av släkten af Geijerstam.